# José Izquierdo
José Heriberto Izquierdo Mena (ur. 7 lipca 1992 w Pereirze) – kolumbijski piłkarz występujący na pozycji napastnika. W latach 2017–2018 reprezentant Kolumbii. Uczestnik Mistrzostw Świata 2018.
W swojej karierze występował w takich klubach jak: Brighton & Hove Albion, Club Brugge, Deportivo Pereira czy Once Caldas.